# Cantó de La Trinité-Porhoët
El cantó de La Trinité-Porhoët (bretó Kanton An Drinded-Porc'hoed) és una divisió administrativa francesa situat al departament d'Ar Mor-Bihan a la regió de Bretanya.

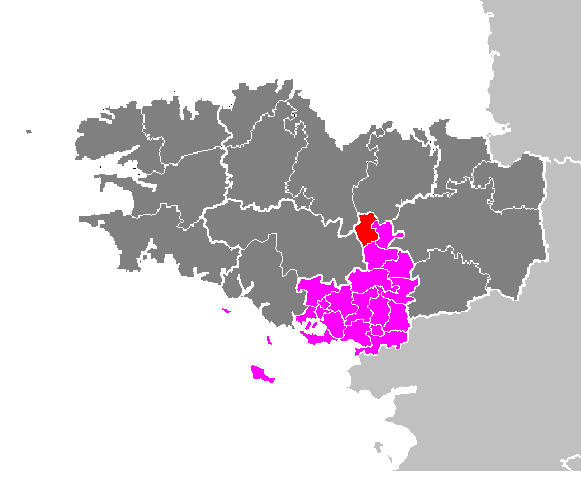
Situació del cantó

## Composició
El cantó aplega 6 comunes :
| Nom francès                    | Nom bretó                   | Població | km²    | Codi Postal | Codi INSEE |
| Évriguet                       | Evriged                     | 187      | 4,98   | 56490       | 56056      |
| Guilliers                      | Gwiler-Porc'hoed            | 1.216    | 35,14  | 56490       | 56080      |
| La Trinité-Porhoët             | An Drinded-Porc'hoed        | 816      | 12,70  | 56490       | 56257      |
| Ménéac                         | Menieg                      | 1.690    | 68,22  | 56490       | 56129      |
| Mohon                          | Mozhon                      | 898      | 37,83  | 56490       | 56134      |
| Saint-Malo-des-Trois-Fontaines | Sant-Maloù-an-Teir-Feunteun | 498      | 16,19  | 56490       | 56227      |
| Cantó                          | An Drinded-Porc'hoed        | 5.305    | 175,06 | -           | 5636       |

## Evolució demogràfica
| 1962  | 1968  | 1975  | 1982  | 1990  | 1999  |
| ----- | ----- | ----- | ----- | ----- | ----- |
| 7.929 | 7.413 | 6.541 | 6.136 | 5.630 | 5.305 |

## Història
| Data d'elecció                           | Identitat      | Partit        | Qualitat |
| ---------------------------------------- | -------------- | ------------- | -------- |
| 2004-                                    | Michel Pichard | Divers droite |          |
| les dades anteriors no són pas conegudes |                |               |          |
|                                          |                |               |          |